# 道の駅氷見

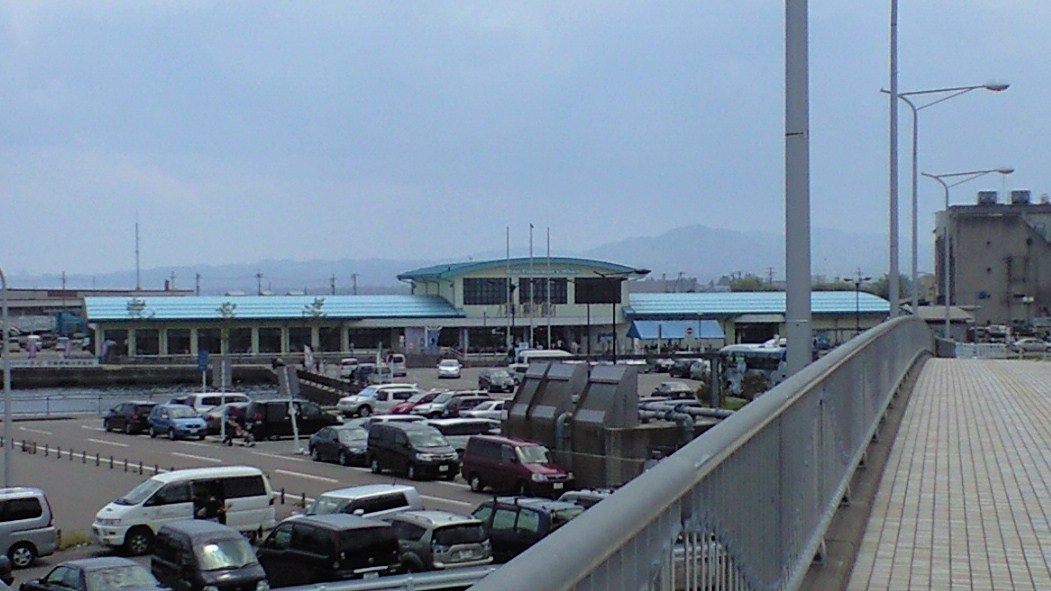
海鮮館の建物を使用していた頃の道の駅氷見（2008年7月20日撮影）

道の駅氷見（みちのえき ひみ）は、富山県氷見市北大町にある国道415号の道の駅である。愛称は氷見漁港場外市場 ひみ番屋街（ひみぎょこうじょうがいいちば ひみばんやがい）。

## 概要
氷見漁港の旧魚市場跡地で1999年（平成11年）11月29日に起工式を行い、2000年（平成12年）4月21日、「氷見フィッシャーマンズワーフ海鮮館」として開業。2012年（平成24年）9月23日をもって閉鎖となったが、同年10月5日に「氷見漁港場外市場 ひみ番屋街」として現在地（比美乃江公園西側）に移転しオープンした。建物は漁師の作業小屋（番屋）をイメージした外観となっている。
なお、旧海鮮館は2015年（平成27年）4月21日に「ひみ漁業交流館 魚々座（ととざ）」としてオープンしたが、2017年（平成29年）7月に「氷見市漁業文化交流センター」へと名称を変更している。
2024年（令和6年）1月1日発生の能登半島地震により断水が発生した影響でほとんどの店舗が休業していたが、1月27日までに全ての店舗の営業が再開した。

## 施設
- 駐車場（ひみ番屋街）
  - 普通車：214台[4]
  - 大型車：9台[4]
  - 身障者用：6台[4]
- トイレ
  - 4か所 「ひみ番屋街」内含む（多目的トイレあり）
- 氷見漁港場外市場 ひみ番屋街
  - 東の番屋（鮮魚・飲食）[13]
  - 西の番屋（飲食・みやげ・干物）[13]
  - 北の番屋（回転寿司）[13]
  - 南の番屋（物販）[13]
  - 番屋亭（魚のレストラン）[13]
  - みのりの番屋（農産物直売所）[6][13]
- 氷見温泉郷 総湯（日帰り入浴施設、当駅に併設）[6][11]
  - 氷見総湯温泉を源泉としている（ナトリウム - 塩化物強塩泉、源泉の深さは1,250m、揚水量は動力揚水で毎分160.0リットル、泉温65.5℃、pH7.25、溶存物質24117.3㎎/㎏）[20]。
  - 浴場は建物2階に所在する[21]。

### 管理団体
- 設置者：氷見市
- 指定管理者：氷見まちづくり株式会社[22]（観光情報センター）[5][13][23]

## 営業時間・休館日

### 営業時間
ひみ番屋街
- 鮮魚・物販施設、フードコート：8:30 - 18:00[4][7]
- 飲食施設：11:00 - 18:00（営業時間は店舗によって異なる）[4]
- 回転寿司 10:00 - 20:00

氷見温泉郷 総湯
- 平日：10:00 - 23:00[4]、土日祝日：7:00 - 23:00[4]（いずれも受付終了は22:00[21]）
  - ほっこり食堂のみ10:00 - 21:00

### 休館日
- ひみ番屋街：1月1日[4][7]
- 氷見温泉郷 総湯：年中無休[4]

## アクセス
- 国道415号 - 登録路線

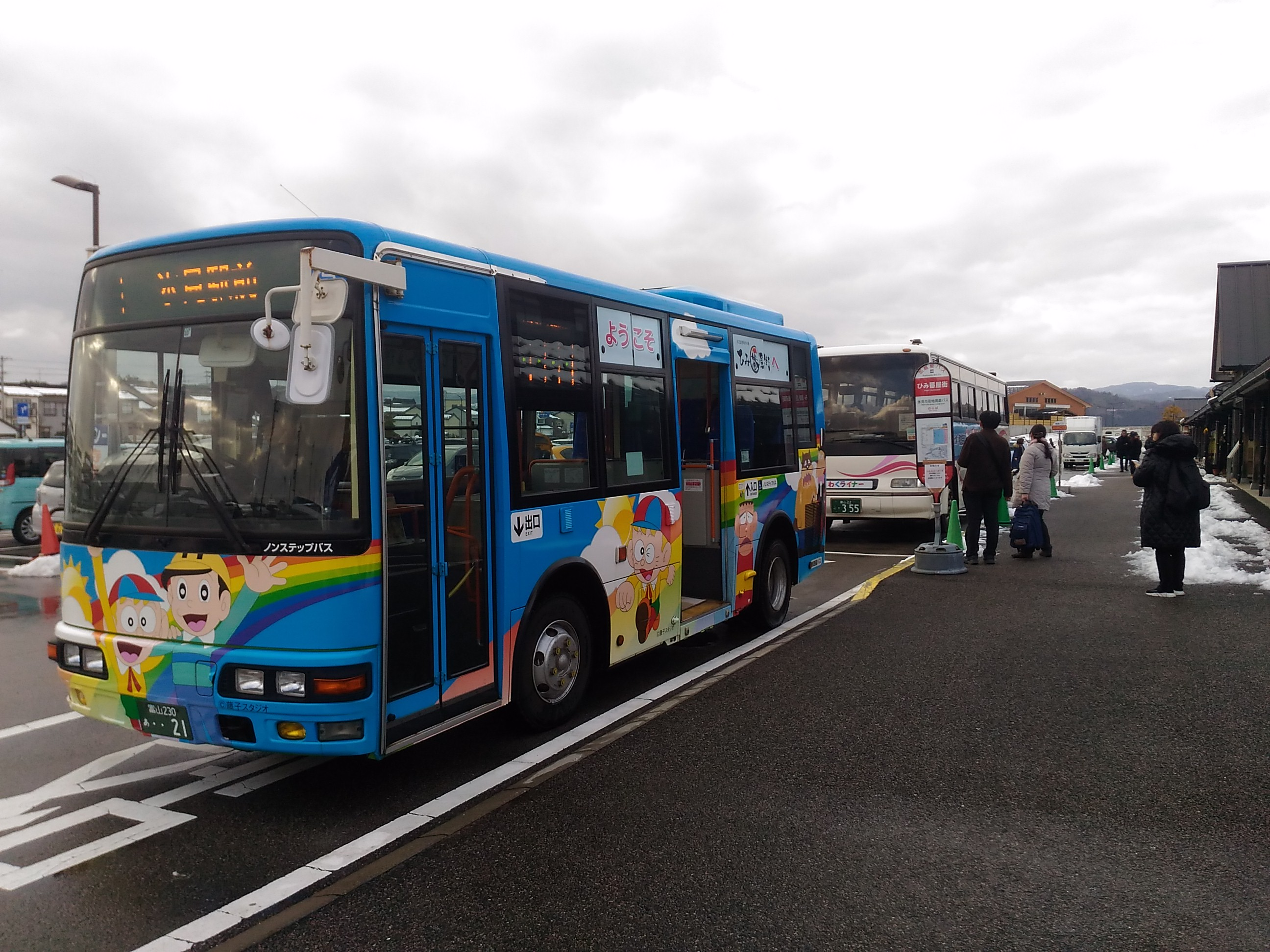
加越能バス　氷見市街地周遊バス（ひみ番屋街線）

  - 富山県道373号薮田下田子線 - 接続路線
  - 富山県道303号柿谷池田線
- 能越自動車道 氷見ICより約8分。
- 西日本旅客鉄道（JR西日本）氷見線氷見駅より加越能バス「氷見市街地周遊バス」（ひみ番屋街線）で約12分。

## 周辺
- 富山湾
- 氷見漁港[7]
- 氷見市漁業文化交流センター
- 氷見市海浜植物園